# Choltická obora
Choltická obora este o arie protejată (arie specială de conservare — SAC, sit de importanță comunitară — SCI) din Republica Cehă întinsă pe o suprafață de 69,52 ha, integral pe uscat.

## Localizare
Centrul sitului Choltická obora este situat la coordonatele 49°58′53″N 15°36′56″E / 49.981389°N 15.615556°E.

## Înființare
Situl Choltická obora a fost declarat sit de importanță comunitară în aprilie 2005 pentru a proteja 2 specii de animale. Situl a fost protejat și ca arie specială de conservare în ianuarie 2014.

## Biodiversitate
Situată în ecoregiunea continentală, aria protejată nu include niciun habitat protejat.
La baza desemnării sitului se află mai multe specii protejate:
- amfibieni (1): buhai de baltă cu burta roșie (Bombina bombina)
- nevertebrate (1): Osmoderma eremita